# Agustín Hernández Fernández de Rojas
Agustín Hernández Fernández de Rojas (Madrid, 31 de marzo de 1961) es un ingeniero de caminos, canales y puertos, funcionario del Cuerpo facultativo Superior de la Junta de Galicia y tiene el diploma de Directivo de la Escuela Gallega de Administración Pública. Político del Partido Popular de Galicia, fue consejero de Medio Ambiente, Territorio e Infraestructuras de Galicia entre 2009 hasta el 9 de junio de 2014, fecha en la que fue nombrado alcalde de Santiago de Compostela. Desde el 12 de septiembre de 2019 es presidente del Consello Económico e Social de Galicia.

## Trayectoria
Después de varios años ejerciendo en la empresa privada, en 1992 accede a la Junta de Galicia como ingeniero en funciones facultativas. Agustín Hernández, pasó diversos puestos de responsabilidad en la administración autonómica y fue nombrado director general de Obras Públicas de la Junta de Galicia entre los años 1998 y 2005. Después de un paso por las empresas constructoras Sercoysa y Puentes y Calzadas, vuelve al sector público en la Diputación de Pontevedra como Director de Infraestructuras de ésta. Posteriormente, concurrió a las elecciones gallegas de 2009 en la candidatura electoral de la provincia de Pontevedra, consiguiendo el escaño y siendo designado posteriormente consejero de Medio Ambiente, Territorio e Infraestructuras de Galicia en abril de ese mismo año. Tras la renuncia de Ángel Currás al frente de la alcaldía de Santiago de Compostela el 9 de abril de 2014, Agustín Hernández, quien ocupaba el puesto 25º en la lista del Partido Popular, es nombrado alcalde de la ciudad.
El 24 de mayo de 2015, pierde las elecciones municipales ante la plataforma ciudadana Compostela Aberta, formada unos meses antes y pasa a liderar la oposición en el ayuntamiento tras la toma de posesión de Martiño Noriega Sánchez.
Tras esa etapa en la política local compostelana, Hernández es nombrado presidente del Consello Económico e Social de Galicia, órgano consultivo de la Junta de Galicia en materia socioeconómica.